# 32-es busz (Debrecen)

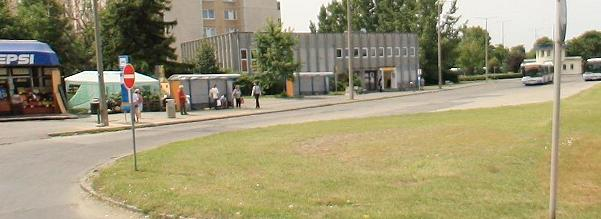
Doberdó utca

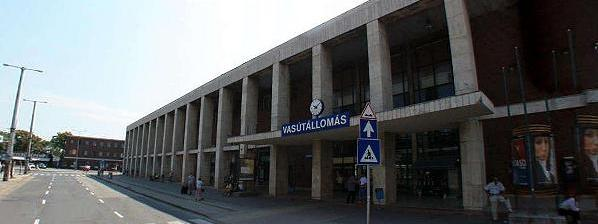
Nagyállomás

A debreceni 32-es buszjárat a Doberdó utca és a Nagyállomás között közlekedett. A viszonylat a 2-es villamos elindulása miatt 2014. március 1-jével megszűnt. Útvonala során érintette a belvárost, Csokonai Vitéz Mihály Gimnáziumot, Bolyai János Általános Iskolát, DAB székházat, Dienes László Gimnáziumot, Malomparkot, Dózsa György Általános Iskolát, Kölcsey Központot, Egészségügyi Járóbeteg központot, Segner tért, Helyközi autóbusz-állomást és a kistemplomot.

## Története

### Gyorsjáratként
2001. március 5-től elkezdődött a főtér átépítésének 2. üteme. Ekkor léptek érvénybe a 2-es villamos elindulásáig érvényes a főteret elkerülő útvonalak. A 31-es busz a Kossuth utca – Burgundia utca – Rákóczi utca – Hunyadi utca útvonalon közlekedett egészen a megszűnéséig. Ekkor hozták létre a 32-es járatot, melynek útvonala a Mester utcáig megegyezett a 31-essel. Innen tovább a Bethlen utca – Hatvan utca – Segner tér – Nyugati utca – Külsővásártér – Erzsébet utca – Nagyállomás útvonalon haladt tovább. A járat csak a Doberdó utca, Dab-székház, DOMUS, I. sz. rendelőintézet, Segner tér és Nagyállomás megállóhelyen állt meg.

### Alapjáratként
Az útvonal, valamint a gyorsjárat jelleg nem vált be, ezért 2001. június 18-tól már a Nyugati utca – Széchenyi utca – Piac utca útvonalon érték el a Nagyállomást, és már minden megállóhelyen megálltak. Innentől kezdve a járatot piros helyett már fekete számmal jelölték. 2004. nyaráig a 32-es még csak csúcsidőben közlekedett 6 percenként. 2004-től viszont már egész nap közlekedett. A 2-es villamos építése folyamán többször terelőútvonalon közlekedtek a Dózsa György utcai járatok. A 32-es buszt a legtöbbször az Egyetem sugárút felé terelték. A 2-es villamos elindulása után két nappal 2014. február 28-án megszűnt.

## Járművek
A viszonylaton Alfa Cívis 18 csuklós buszok közlekedtek, de ritkán előfordulhattak szóló buszok is.

## Útvonala
| 32 (Doberdó utca → Nagyállomás) | 32 (Nagyállomás → Doberdó utca) |
| Doberdó utca vá. – Kartács utca – Békessy Béla utca – Mikszáth Kálmán utca – Thomas Mann utca – Nádor utca – Dózsa György utca – Csemete utca – Mester utca – Bethlen utca – Segner tér – Nyugati utca – Széchenyi utca – Piac utca – Nagyállomás vá. | Nagyállomás vá. – Piac utca – Széchenyi utca – Nyugati utca – Segner tér – Bethlen utca – Mester utca – Csemete utca – Dózsa György utca – Nádor utca – Thomas Mann utca – Mikszáth Kálmán utca – Békessy Béla utca – Kartács utca – Doberdó utca vá. |

## Megállóhelyei
| 32 (Doberdó utca – Nagyállomás) |                                 |          | |
| Perc (↓)                        | Megállóhely                     | Perc (↑) | Átszállási kapcsolatok a járat megszűnésekor |
| 0                               | Doberdó utca végállomás         | 24       | 12, 19, 22, 22Y, 24, 24Y, 25, 25Y, 31, 41, 41Y, 45, 125Y                                                                                                 |
| ∫                               | Kartács utca                    | 23       | 10, 10A, 10Y, 15, 15Y, 31 |
| 2                               | Csokonai Vitéz Mihály Gimnázium | 22       | 24, 24Y, 31 |
| 3                               | Mikszáth Kálmán utca            | 21       | 31 |
| 4                               | Károlyi Mihály utca             | ∫        | 31 |
| 6                               | DAB-székház                     | 20       | 12, 15, 15Y, 23Y, 31 |
| 7                               | Dienes László Gimnázium         | 19       | 12, 15, 15Y, 23Y, 31 |
| ∫                               | Nádor utca                      | 18       | 12, 15, 15Y, 23Y, 31 |
| 9                               | Dózsa György utca               | 16       | 12, 15, 15Y, 31 |
| 10                              | Csemete utca                    | 15       | 12, 15, 15Y, 31 |
| 12                              | Jókai utca                      | ∫        | 10, 10A, 10Y, 13, 22, 22Y, 33, 33Y |
| ∫                               | Kölcsey Központ                 | 13       | 10A, 10Y, 13, 24, 24Y, 33, 33Y |
| 13                              | Hatvan utca                     | 12       | 10, 10A, 10Y, 13, 22, 22Y, 33, 33Y |
| 15                              | Segner tér                      | 10       | 2, 2A, 3, 3A, 4 10, 10A, 10Y, 13, 17, 17A, 24, 24Y, 25, 25Y, 33, 33E, 33Y, 34, 34A, 35, 35A, 35E, 35Y, 36, 36A, 36E, 42, 42Y, 45, 45H, 46, 46E, 46Y, 351 |
| 18                              | Helyközi autóbusz-állomás       | 8        | 3, 3A, 4 10, 10A, 10Y, 19, 25, 25Y, 34, 35, 35E, 35Y, 36, 36E, 41, 41Y, 42, 42Y, 45, 45H, CORA 1                                                         |
| ∫                               | Hal köz                         | 6        | 3, 3A, 4 10, 10A, 10Y, 31, 34, 35, 35Y, 36, 42, 42Y |
| 20                              | Kistemplom                      | ∫        | 10, 10A, 10Y, 19, 31, 34, 35, 35E, 35Y, 36, 36E, 42, 42Y                                                                                                 |
| ∫                               | Piac utca                       | 4        | 10, 10A, 10Y, 19, 31, 34, 35, 35E, 35Y, 36, 36E, 42, 42Y                                                                                                 |
| 22                              | Petőfi tér                      | 2        | 10, 10A, 10Y, 31, 34, 35, 35Y, 36, 42, 42Y |
| 24                              | Nagyállomás végállomás          | 0        | 1 2, 2A 10, 10A, 10Y, 16, 18, 18Y, 21, 30, 30A, 30I, 31, 34, 35, 35E, 35Y, 36, 36E, 39, 42, 42Y, 43, 44, 46, 46E, 46Y, 47, 48                            |

## Járatsűrűség
A járatok 4.20 és 22.50 között közlekedtek. Egy órában akár 7 járatot is indítottak. Hétvégén 15-20 percenként közlekedtek.